# Antoine Le Nain

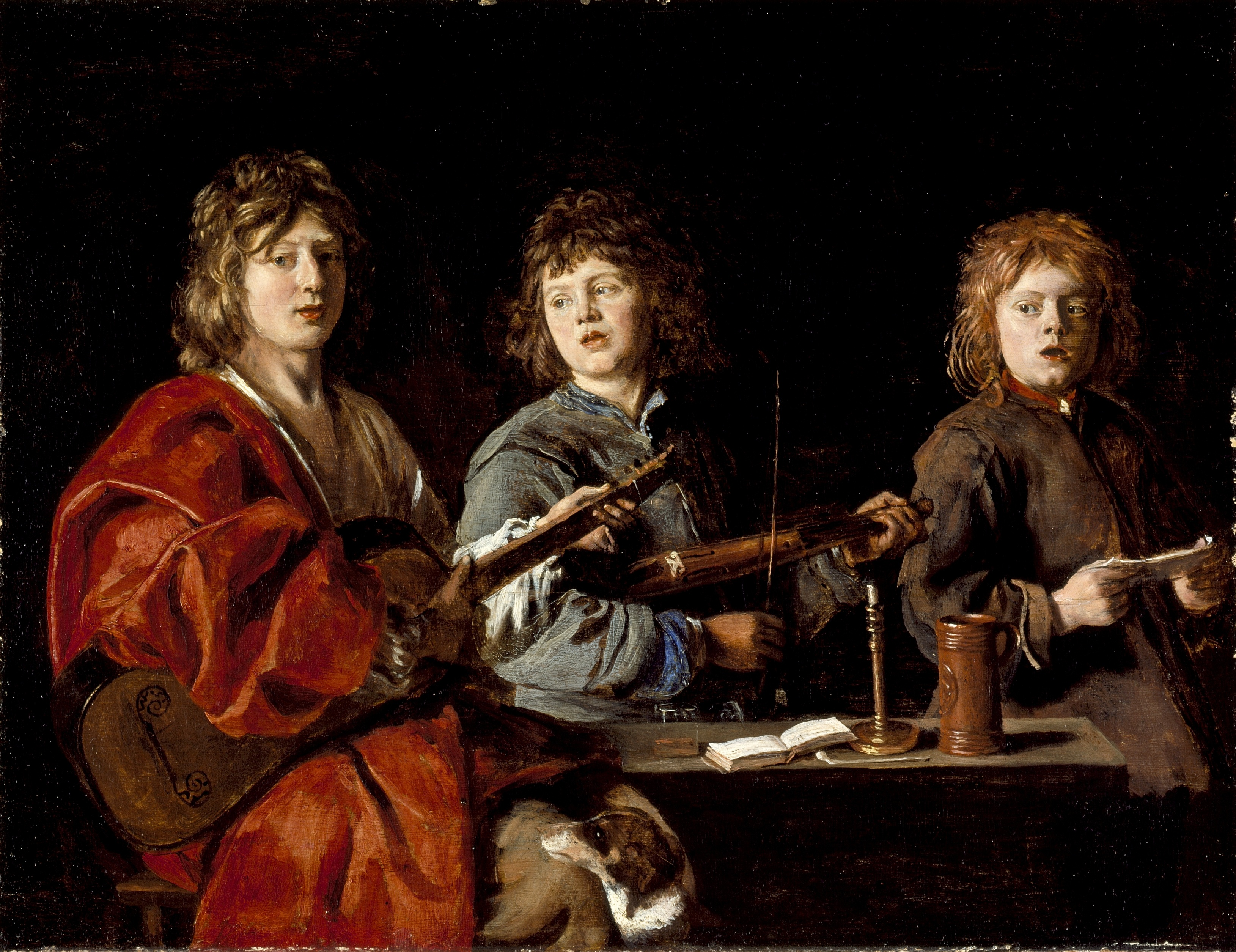
Tre giovani musicisti (1630 circa)

Antoine Le Nain,   o Lenain (Laon, 1600 – Parigi, 25 maggio 1648), è stato un pittore francese, fratello di Louis Le Nain (1603-1648) e Mathieu Le Nain (1604-1677).

## Biografia

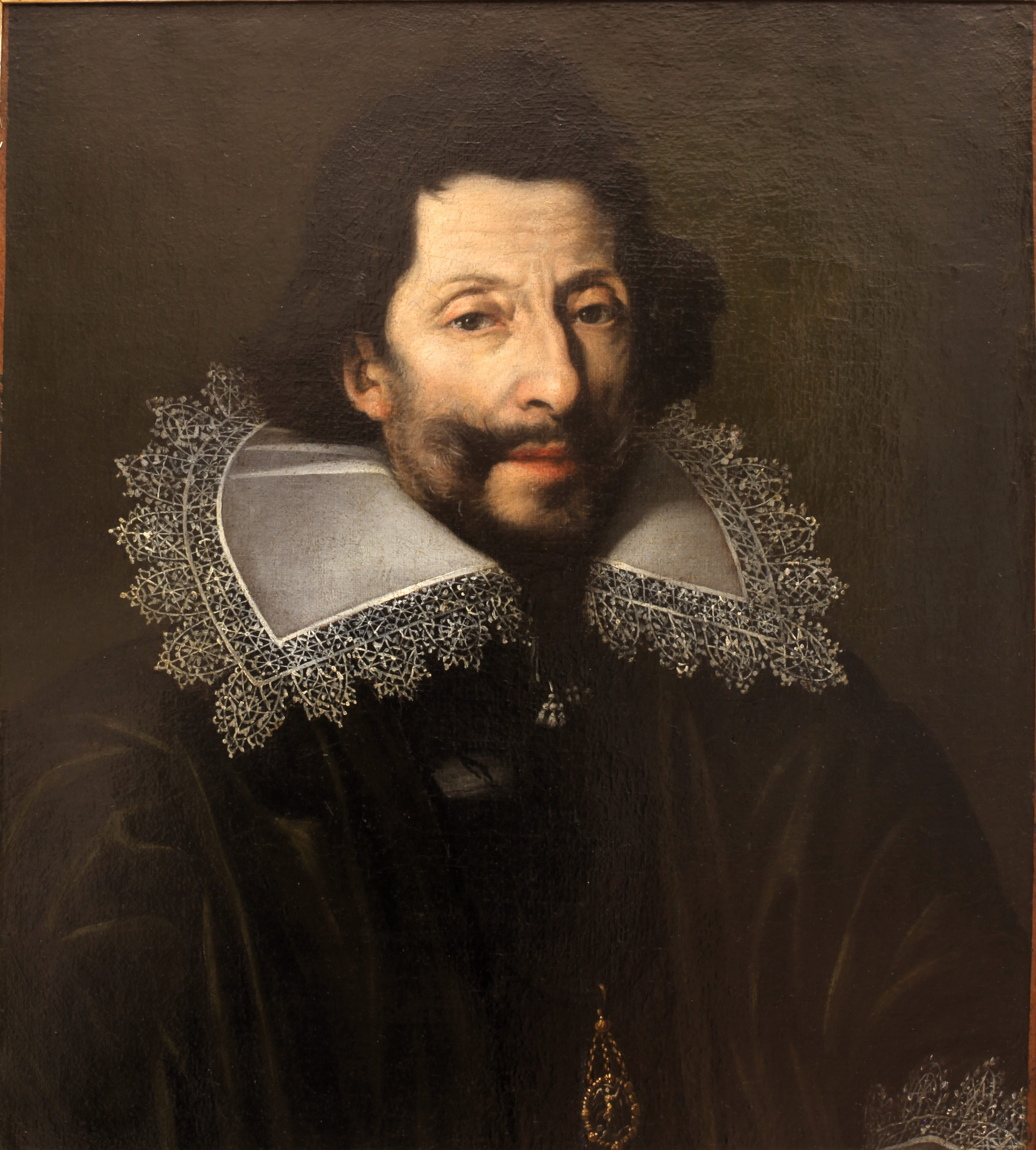
Ritratto di un cavaliere di San Michele

A causa delle notevoli somiglianze negli stili pittorici dei tre fratelli e alla difficoltà nel distinguere le opere di uno o degli altri (loro stessi spesso firmarono con il solo cognome e spesso collaborarono sullo stesso dipinto), generalmente ci si riferisce a loro tre come una singola entità. Lenain e i suoi fratelli Louis e Mathieu avevano un comune atelier a Parigi e furono tra i primi ammessi all'Académie royale de peinture et de sculpture il 7 marzo 1648.
I dipinti di quest'artista spesso ritraggono scene della vita di campagna, luogo dove Antoine era cresciuto, nonostante il trasferimento a Parigi in età adulta, avvenuto nel 1629. Antoine Le Nain fu anche autore di numerose miniature, molte delle quali su supporti in rame, ritraenti scene di vita familiare e vivacemente colorate.
Le sue opere presentano reminiscenze di Frans Hals e Adriaen van de Venne.
I dipinti dei fratelli Le Nain ebbero un ritorno di popolarità a partire dal 1848 grazie a Champfleury, che in quell'anno li fece esporre al museo del Louvre.
Oggi le opere di quest'artista sono esposte in tutto il mondo: fra gli altri al Detroit Institute of Arts, alla National Gallery, all'Hunterian Museum and Art Gallery ed al Fine Arts Museums of San Francisco.